# Dialecto de prestigio
Un dialecto de prestigio es el dialecto hablado por las personas más prestigiosas en una comunidad de hablantes; tradicionalmente se da por hecho que un dialecto de este tipo es el que en su momento sirvió de base para las diversas lenguas estándares actuales, y que sigue sirviendo de base para la actualización del estándar. El estudio del prestigio en el uso del idioma es una parte de la sociolingüística, con resultados que han puesto en entredicho que realmente el prestigio sea tan importante como se suponía, especialmente por la existencia del prestigio encubierto, que típicamente tiene efectos diametralmente opuestos a lo que podemos llamar prestigio manifiesto.

## El prestigio social y el papel del idioma
Las personas más prestigiosas son aquellas que tienen más relieve en la comunidad, y por tanto pueden tener una influencia más grande; influencia que puede derivar del poder económico, político, social, mediático, etc. El prestigio no es siempre manifiesto; el prestigio encubierto es significativo también. 
Es posible que haya una tendencia para asimilar el propio uso del idioma (idiolecto) al dialecto favorecido (el prestigio positivo), o para abandonar un dialecto de la estima baja (el prestigio negativo). Los estudios, especialmente los de William Labov, han mostrado que los cambios en el lenguaje son típicamente de dos tipos, los cambios desde arriba (o conscientes), en los que influye más el prestigio manifiesto, y los cambios desde abajo (o inconscientes) en los que influye más el prestigio encubierto, que favorece típicamente el habla de las clases obreras o los grupos marginados. Diversos estudios sociolingüísticos han mostrado claras diferencias según el sexo; las mujeres, especialmente las de clase media son más susceptibles de percibir y adoptar los cambios del dialecto con prestigio manifiesto, en tanto que entre los hombres, especialmente los de clase obrera, hay tendencia a mantener sus peculiaridades lingüísticas, que para ellos tienen prestigio encubierto.
En naciones con una historia colonial, el dialecto de prestigio es a menudo cercano al dialecto de prestigio de la comunidad colonizadora, aunque pueda fosilizarse en la fase en que se encontraba en el momento de la secesión.
Donde se ha dado la criollización (el proceso por que un pidgin o idioma de contacto llega a ser una lengua materna completamente desarrollada), el idioma de superstrato opera como el grado extremo del dialecto de prestigio, que puede tener gran influencia, que incluye, en determinados casos, la descriollización de la lengua criolla. 
Cuando un dialecto de prestigio es prescrito como la norma por las instituciones dominantes, típicamente solo a nivel escrito, se convierte también en una lengua estándar. Los medios de radiodifusión y televisoras han sido especialmente efectivos en definir este tipo de lengua.

### Dialecto e idioma
No es raro que los hablantes de un dialecto particular, especialmente un dialecto regional que históricamente no ha sido considerado como un dialecto de prestigio, reclamen que su dialecto es de hecho un idioma. Esto es un intento de acortar la distancia sociolingüística con el dialecto dominante y de establecer el prestigio y el orgullo en su propia variedad del idioma. Así han hecho los escoceses, para distinguir su lengua del inglés. Un caso semejante ha afectado la percepción del idioma (o idiomas) llamados comúnmente serbocroata durante el siglo XX.

## Dialectos particulares de prestigio
- Idioma español. En el mundo hispanohablante no hay un solo dialecto de prestigio: en vez de eso, la norma culta de la variedad utilizada en la capital es generalmente el dialecto de prestigio de cada país (por ejemplo, el español peruano ribereño en Perú, o el español rioplatense en Argentina y Uruguay). Los doblajes y muchos medios de comunicación hispanoamericanos tienden a aplicar una cierta estandarización en cuanto a la dicción, pronunciación y léxico, algo que a veces se conoce como español neutro.

- Idioma inglés. En el Reino Unido y en muchas partes de la Comunidad Británica de Naciones, el inglés estándar es el dialecto del prestigio (no debe ser confundido con el inglés de la BBC, ni con la RP o Pronunciación Admitida, dado que estos términos se refieren al acento, no al dialecto, aunque esto desempeñe también un papel importante en el prestigio social). En los Estados Unidos no existe un único dialecto de prestigio. En la práctica, muchos dialectos regionales y étnicos, tales como el inglés afroamericano y el de los Apalaches, son de prestigio menor que el dialecto predominante en noticiarios de televisión o la política que es el llamado "inglés americano general". A principios del siglo XX, una mezcla de inglés británico y estadounidense fue un dialecto de prestigio, especialmente en el cine.

- Chino En el área más grande de China, el chino mandarín, que está basado en el dialecto de Pekín, es considerado generalmente como el dialecto de prestigio.

- Idioma francés. En el francés, el parisiense desde la Edad Media ha sido tomado generalmente como el dialecto de prestigio, aunque la posición es menos clara entre los hablantes de dialectos internacionales tales como el francés de Quebec.

- Hindi. Entre las lenguas habladas en India, el khariboli es el dialecto de prestigio del hindi.

- Idioma árabe. El árabe estándar moderno es el dialecto de prestigio de los países árabohablantes, aunque por contraste a otros dialectos de prestigio, no se utiliza en la conversación diaria si no en los medios de comunicación.

- Idioma hebreo En Israel, el hebreo fue revivido como idioma hablado en el siglo XX. El hebreo israelí ahora está considerado como el dialecto de prestigio, combinando al askenazi tradicional (europeo oriental) y el sefardí (en gran parte español) con los dialectos, junto con la influencia significativa de varios otros dialectos e idiomas judíos tales como el temani y el ladino.

- Idioma japonés. El dialecto de prestigio de Japón corresponde a la lengua estándar que es denominada nativamente como kyōtsūgo (共通語?   ”lenguaje común”) o hyōjungo (標準語?   ”lenguaje estándar”), la cual está basada principalmente en el dialecto de Tokio, en detrimento de los otros dialectos hablados en el país.

- Idioma portugués En Brasil, las variantes de los estados de São Paulo y Río de Janeiro pueden ser consideradas los dialectos de prestigio, son especialmente utilizados en los noticiarios nacionales; sin embargo, esas variantes utilizadas para la televisión sustituyen generalmente la dentales T y D de la variante de São Paulo por el alófono palatalizado más extendido; y el postalveolar fricativo (s escrita) utilizado en Río de Janeiro por el alveolar fricativo /s/, más usual. Ambas características pertenecen a la variante del estado de Minas Gerais.

- Ucraniano. En Ucrania, varios dialectos del ucraniano están en el uso diario común y son considerados igualmente prestigiosos, con un dialecto local favorecido en ciertas áreas. El surzhyk, por otro lado, es percibido universalmente como no prestigioso.